# Liste des communes d'Italie
Liste des communes d'Italie, par région.
- Liste des communes des Abruzzes
- Liste des communes de Basilicate
- Liste des communes de Calabre
- Liste des communes de Campanie
- Liste des communes d'Émilie-Romagne
- Liste des communes de Frioul-Vénétie julienne
- Liste des communes du Latium
- Liste des communes de Ligurie
- Liste des communes de Lombardie
- Liste des communes des Marches
- Liste des communes de Molise
- Liste des communes d'Ombrie
- Liste des communes du Piémont
- Liste des communes des Pouilles
- Liste des communes de Sardaigne
- Liste des communes de Sicile
- Liste des communes de Toscane
- Liste des communes du Trentin-Haut Adige
- Liste des communes de la Vallée d'Aoste
- Liste des communes de Vénétie